# 夜明站
夜明站（日语：／ Yoake eki */?）是位於大分縣日田市大字夜明，九州旅客鐵道（JR九州）久大本線的鐵路車站以及日田彥山線BRT的停車站。其中久大本線只停靠普通列車。
本站是久大本線駛離福岡縣後，首個進入大分縣的車站，也是大分縣最西車站。過往本站曾作為久大本線及日田彥山線鐵路線時的轉乘站，日田彥山線的列車會繼續直通至久大本線的日田站。但由於日田彥山線已改為BRT模式，如需轉乘日田彥山線BRT，則須改於站外的避車處轉乘。
站名取自車站未併入日田市之前的日田郡夜明村。「夜明」這個地名最初是來自刀耕火種中，當地稱為「夜燒」（日语：／），後來經過讀音上的演變和用字的改變下，地名曾經改為「夜開」（日语：／），最後再改成「夜明」（日语：／）。

## 車站構造

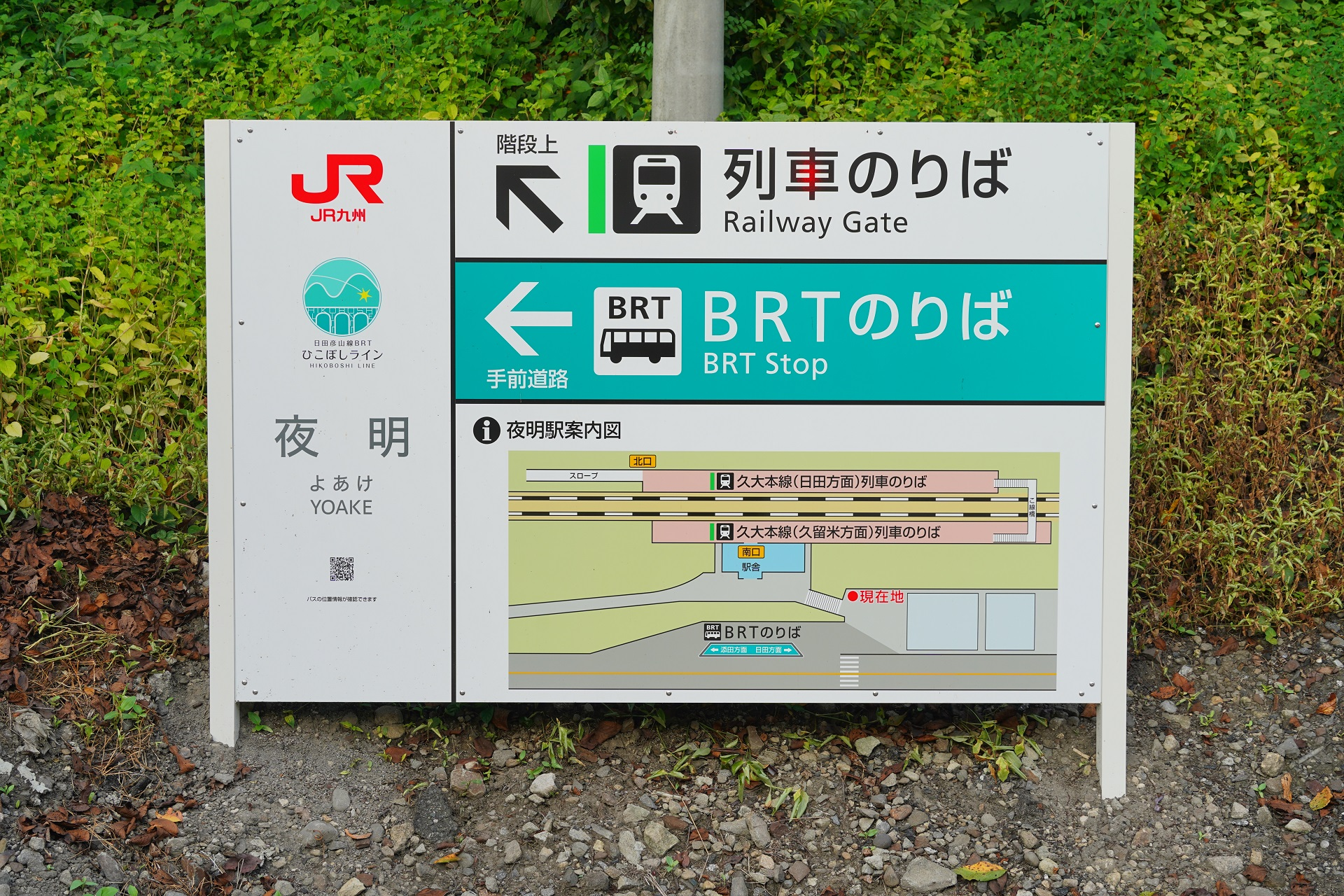
車站指示牌，除了顯示鐵道月台及BRT月台外，還有顯示站房的南口及月台上的北口（2023年9月）

### 站房（南口）
整個車站結構都建於山坡上，從國道386號路面沿一段石級向上行後才可到達站房平台，站房為一座以木搭成的、設有閣樓的單層站房，屬第二代站房，於2010年起投入使用。其佈局與鄰近的光岡站、大鶴站相近，但左右剛好相反。本站的候車室設於站房左側，最左側為半戶外式候車亭，以屋頂作上蓋，並沒有一張長木櫈；候車室則在右側設置了木製候車長櫈；左側裝有顯示BRT到站的屏幕，以及一張放置了訪站筆記、車站蓋印、夜明地區的資料夾、裝飾擺設的木枱，以及擺放宣傳品的鐵架。車站入口與開放式驗票口均設有木製趟門；至於右側則為男、女及多用途獨立洗手間。
自從日田彥山線的路軌被拆去後，原來的島式月台北端增設了出入口，稱為「北口」，本站房亦改稱作「南口」。

#### 「夜明之鐘」
較為特別的是在站房設了一個小型的休憇區，其中豎立了稱為「夜明之鐘」及以岩石砌成夜櫻圖案的裝飾品。根據站房內候車室內的介紹，「夜明之鐘」其實是源自2011年遭廢校的「日田市立夜明小學校」所屬，該校由明治8年（即1875年）創校，經歷136年，後來由一名於1922年（即大正11年）出生的舊生把原屬於學校的鐘贈，最終便在站房附近的空地上，把這鐘掛在以磨菇造型木柱上，作為繼續守護夜明地區的明燈。「夜明之鐘」掲幕儀式於2011年11月23日舉行。
至於在「夜明之鐘」旁邊、以岩石砌成夜櫻圖案的裝飾品，則是來自2013年7月九州北部豪雨時，夜明地區河川氾濫時所沖上岸的石頭，後來經打磨加工後，成為了對自然災害的祈願，特別當年經歷了2011年東日本大震災，普遍民眾對天然災害都格外留意。

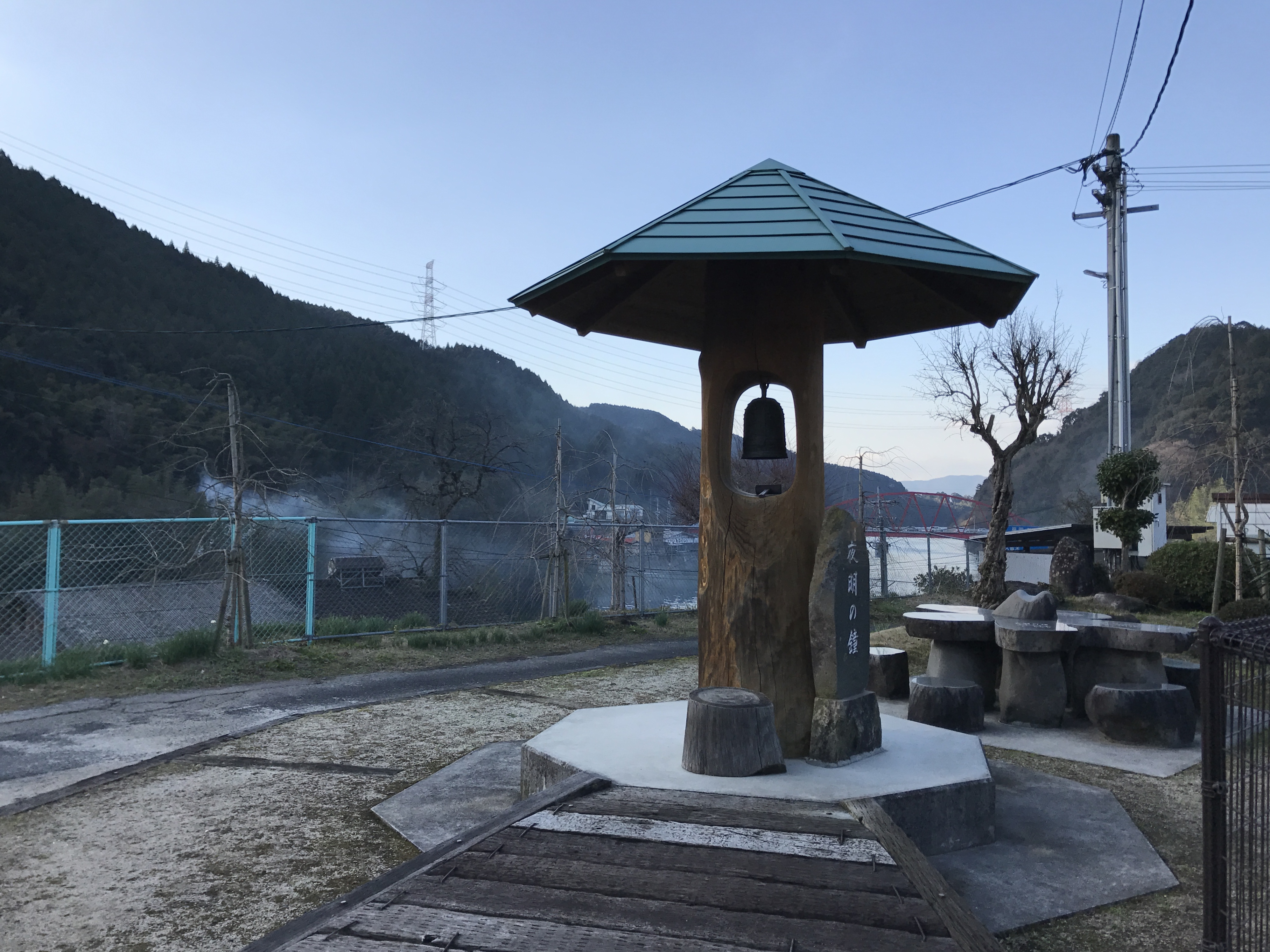
「夜門之鐘」及岩石櫻花（2016年12月）

#### 夜明地區標記
在站房背面、面向1號月台的牆身，以及候車室內的門樑部份，都貼上了代表夜明地區的標記 （页面存档备份，存于）。

#### 舊站房
同樣為兩層高的木建站房，但相對較為簡陋，外側可看見用作支撐室內牆身的木條。

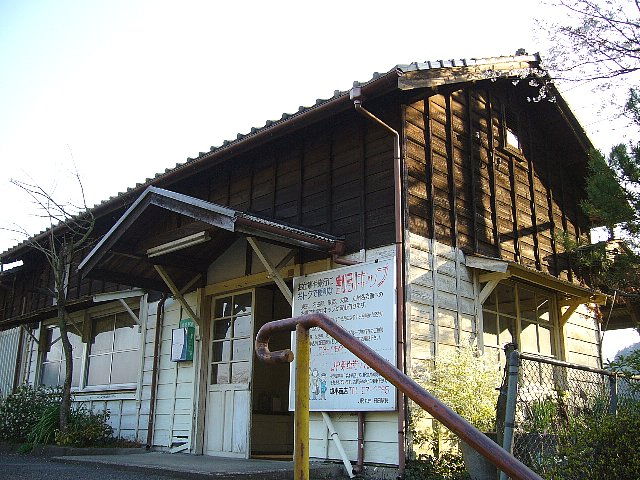
舊站房
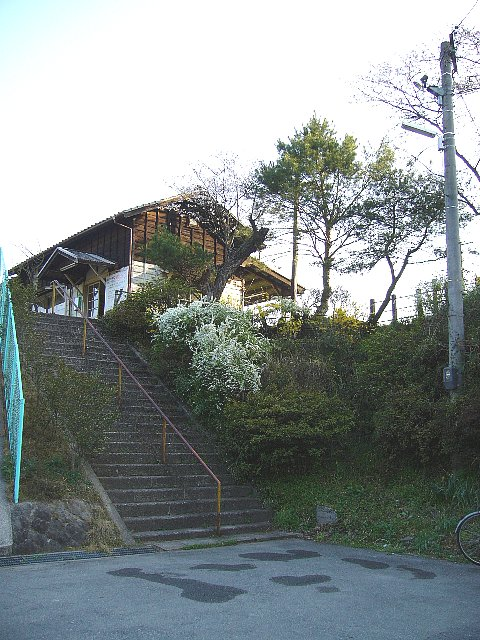
舊站房（樓梯下）
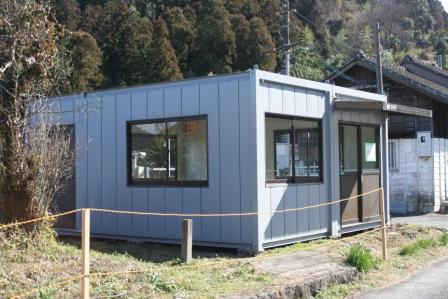
重建時的臨時站房

### 月台及北口

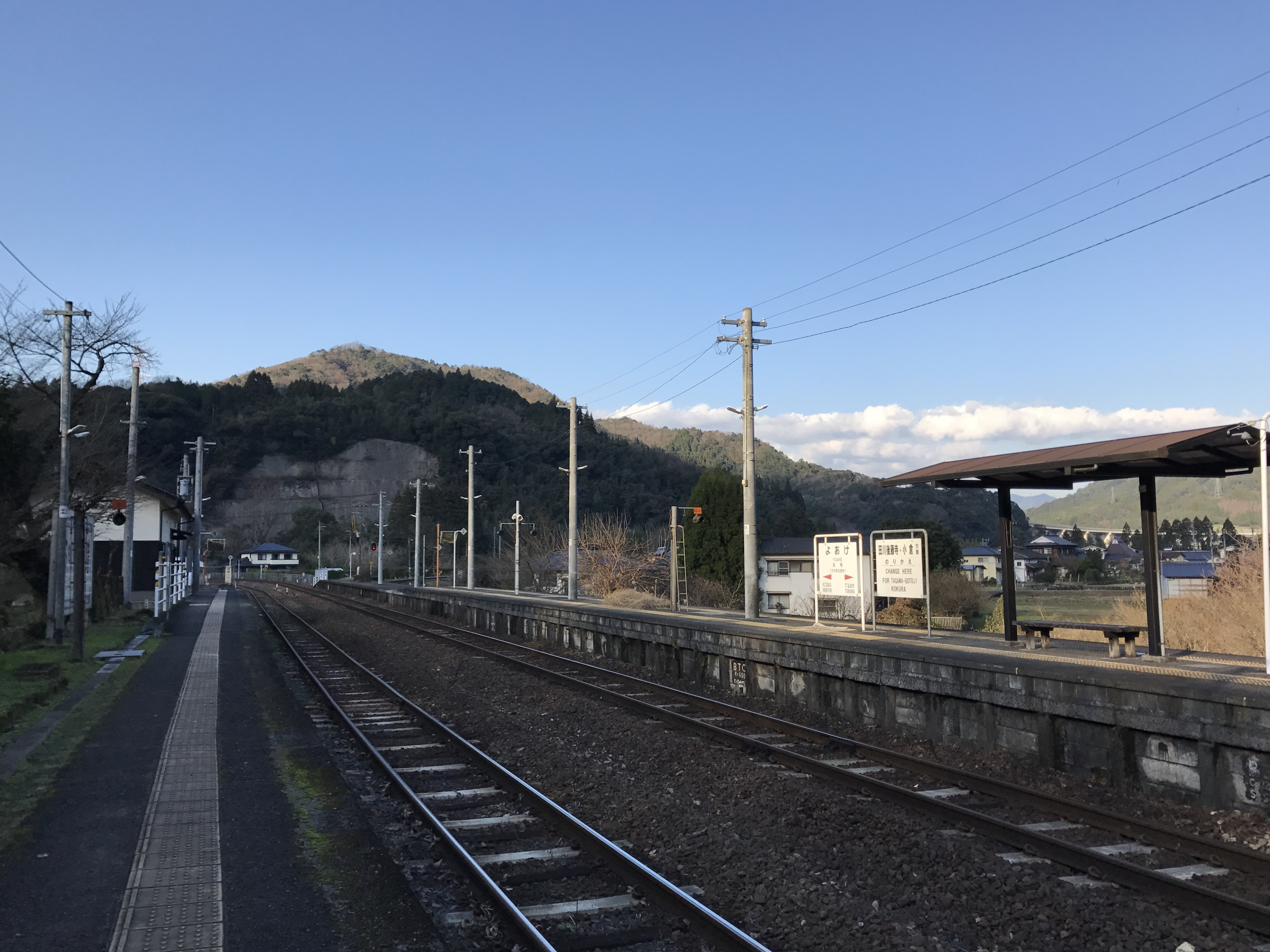
月台（2016年12月）

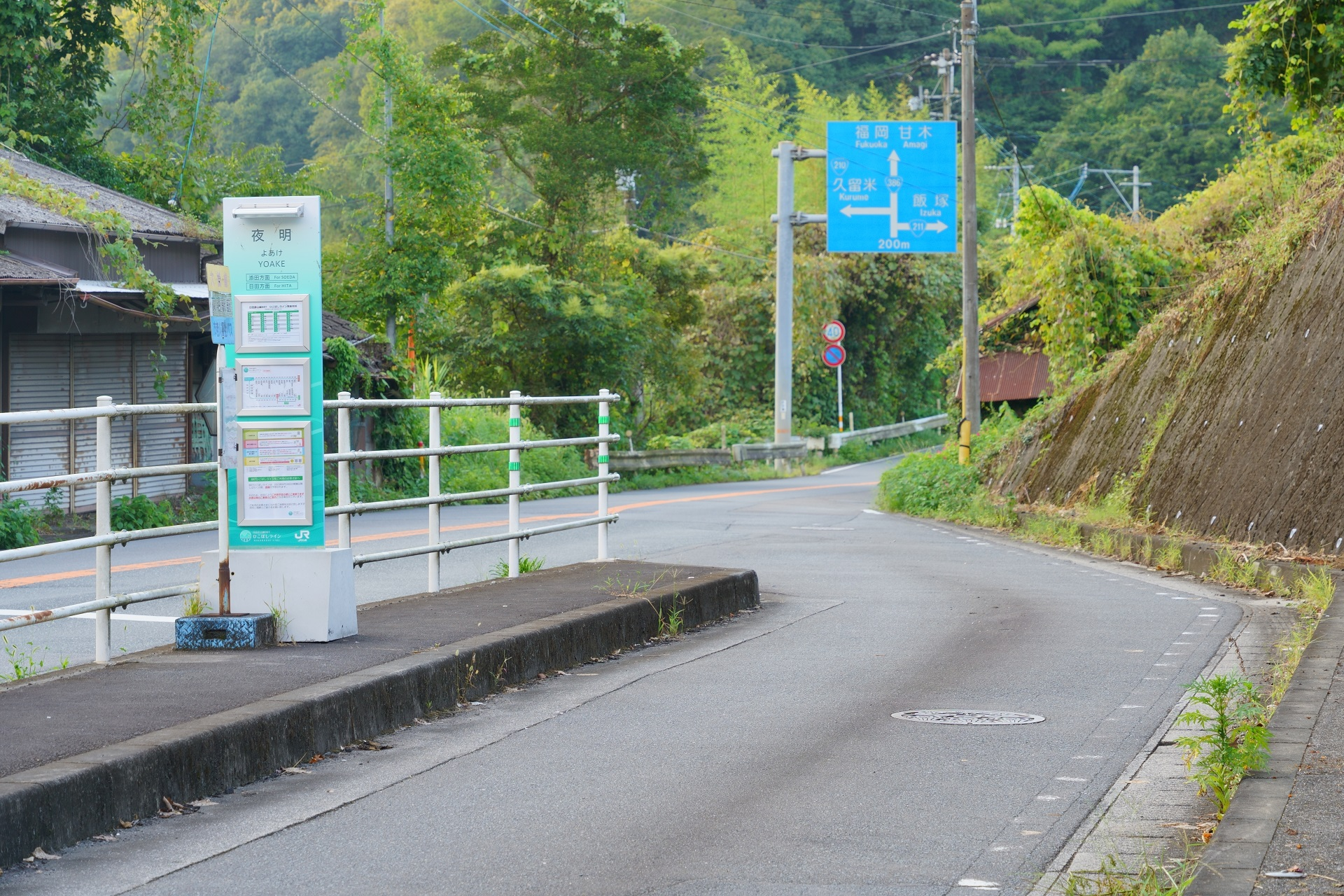
位於站房下、車路避車處的BRT候車站。（2023年9月）

原設有側式月台和島式月台各1個，共提供2面3線的配置，但因為日田彥山線改為採用BRT行走，原用作日田彥山線專用的月台和路軌（島式月台最外側）已經不再合用，結果於2022年8月時廢掉。只餘下連接久大本線路軌的2號月台（島式內側）仍然使用。其實早在年初，3號月台已經加上了圍欄封閉了，亦逐步把路軌和轉轍器都拆去，現時原路段已長滿雜草。2023年中，當日田彥山線的路軌拆除後、相關地面重新整理及新建無障礙斜道後，島式月台北端已改為新的「北口」，方便夜明中町的居民前往車站。
至於BRT彥星線，其月台設於站房（南口）外的馬路避車處位置。此避車處為單線雙程行車，上行、下行巴士均會駛入此避車處，上行往添田的巴士入站時，須要切線靠右駛入停車站，離站時亦要切線返回原來行車道；下行班次則只須直接駛入便可。
| 月台 | 路線                        | 上下行   | 方向               | 備註                                                 |
| ---- | --------------------------- | -------- | ------------------ | ---------------------------------------------------- |
| 1    | ■久大本線                   | 上行     | 久留米方向         |                                                      |
| 2    | 下行                        | 日田方向 |                    |                                                      |
| 3    | 已棄用                      | 已棄用   | 已棄用             | 已棄用                                               |
| 站外 | ■日田彥山線BRT（BRT彥星線） | 上行     | 筑前岩屋、添田方向 |                                                      |
| 站外 | ■日田彥山線BRT（BRT彥星線） | 下行     | 日田方向           | 上午7時帶2班繞經林工西口、昭和學院前及日田市役所前站 |

## 歷史
- 1932年3月12日：久大線筑後大石站至此站之間開通，此站啟用[9][10]。
- 1934年3月3日：久大線此站至日田之間開通[11][10][12]。
- 1937年8月22日：彥山線此站至寶珠山之間開通[13][10][12]。
- 1987年4月1日：隨國鐵分割民營化，車站由九州旅客鐵道（JR九州）營運[14][15][16]。
- 2010年4月18日：新站房落成[2][17]。
- 2012年：

- 7月14日： 受到2012年7月九州北部暴雨影響使車站暫停營業。
- 7月16日：筑後吉井站至日田站之間開設代行巴士。
- 7月27日：日田彥山線重開。久大本線筑後吉井站至日田站之間繼續提供代行巴士。
- 8月25日：久大本線筑後吉井站至日田站之間重開。

- 2017年：

- 7月5日：發生2017年7月九州北部暴雨影響使車站營停營業。
- 7月18日：久大本線浮羽站至光岡站之間重開。日田彥山線繼續暫停營業。
- 7月31日：因應日田彥山線長期不能通行，JR開設由大行司至日田替代巴士服務，代行巴士在車站外的避車處。

- 2023年8月28日：日田彥山線改為BRT服務，車站位置不變[24][25]。

## 使用狀況
車站位於日田市西端的山區部份，所屬的小區及車站周邊民居本身就不多，在1990年代起日均使用量已經是少於100人。自JR九州於2016年度起只公佈最多使用量的首300個車站後，本站不單未能顯示實際的使用量，就連表列於「超過100人」的附錄內也沒有打進過。不過，2023年度JR九州公佈了BRT彥星線的各車站使用量，因此本站仍有部份數據顯示。
| 年度 | 一年總 乘車人次 | 非定期票 乘車人次 | 定期 乘車人次 | 一日平均 乘車人次 | 一年總 下車人次 | 參考資料               |
| ---- | --------------- | ----------------- | ------------- | ----------------- | --------------- | ---------------------- |
| 1965 | 134,596         | 36,114            | 98,482        | 369               | 133,947         | [ 統計 1 ]             |
| -    | -               | -                 | -             | -                 | -               | -                      |
| 1990 | 38,094          | 9,900             | 28,194        | -                 | 41,400          | [ 統計 2 ]             |
| 1991 | 47,680          | 16,782            | 30,898        | -                 | 44,446          | [ 統計 3 ]             |
| 1992 | 40,407          | 12,785            | 27,622        | -                 | 44,936          | [ 統計 4 ]             |
| 1993 | 38,924          | 12,739            | 26,185        | -                 | 40,725          | [ 統計 5 ]             |
| 1994 | 38,699          | 12,081            | 26,618        | -                 | 40,419          | [ 統計 6 ]             |
| 1995 | 38,426          | 10,326            | 28,100        | -                 | 41,796          | [ 統計 7 ]             |
| 1996 | 37,554          | 11,041            | 26,513        | -                 | 39,148          | [ 統計 8 ]             |
| 1997 | 36,078          | 11,242            | 24,836        | -                 | 37,064          | [ 統計 9 ]             |
| 1998 | 33,650          | 10,517            | 23,133        | -                 | 34,639          | [ 統計 10 ]            |
| 1999 | 33,833          | 11,364            | 22,469        | -                 | 33,758          | [ 統計 11 ]            |
| 2000 | 34,322          | 12,278            | 22,044        | 94                | 34,294          | [ 統計 12 ]            |
| 2001 | 30,486          | 11,247            | 19,239        | 84                | 32,551          | [ 統計 13 ]            |
| 2002 | 28,555          | 11,103            | 17,452        | 78                | 29,885          | [ 統計 14 ]            |
| 2003 | 27,625          | 11,368            | 16,257        | 76                | 29,042          | [ 統計 15 ]            |
| 2004 | 19,143          | 6,804             | 12,339        | 52                | 20,911          | [ 統計 16 ]            |
| 2005 | 26,712          | 9,694             | 17,018        | 73                | 29,598          | [ 統計 17 ]            |
| 2006 | 24,032          | 8,454             | 15,578        | 66                | 26,607          | [ 統計 18 ]            |
| 2007 | 24,125          | 7,600             | 16,525        | 66                | 25,982          | [ 統計 19 ]            |
| 2008 | 21,474          | 7,598             | 13,876        | 59                | 23,037          | [ 統計 20 ]            |
| 2009 | 17,959          | 6,807             | 11,152        | 49                | 20,764          | [ 統計 21 ] [ 注釋 1 ] |
| 2010 | 17,999          | 5,841             | 12,158        | 49                | 20,810          | [ 統計 22 ] [ 注釋 1 ] |
| 2011 | 17,861          | 5,614             | 12,247        | 49                | 20,099          | [ 統計 23 ] [ 注釋 1 ] |
| 2012 | 15,282          | 5,346             | 9,936         | 42                | 17,356          | [ 統計 24 ] [ 注釋 1 ] |
| 2013 | 13,498          | 5,493             | 8,005         | 37                | 14,915          | [ 統計 25 ] [ 注釋 1 ] |
| 2014 | 13,622          | 6,042             | 7,580         | 37                | 14,402          | [ 統計 26 ] [ 注釋 1 ] |
| 2015 | 13,265          | 6,341             | 6,924         | 36                | 14,115          | [ 統計 27 ] [ 注釋 1 ] |
| 2016 | 13,215          | 6,403             | 6,812         | 36                | 13,627          | [ 統計 28 ]            |

| 年度 | 一日平均乘車人次 | 一日平均乘車人次 | 參考資料    |
| 年度 | 鐵道             | BRT              | 參考資料    |
| ---- | ---------------- | ---------------- | ----------- |
| 2017 | <100             | 未開業           | [ 統計 29 ] |
| 2018 | <100             | 未開業           | [ 統計 30 ] |
| 2019 | <100             | 未開業           | [ 統計 31 ] |
| 2020 | <100             | 未開業           | [ 統計 32 ] |
| 2021 | <100             | 未開業           | [ 統計 33 ] |
| 2022 | <100             | 未開業           | [ 統計 34 ] |
| 2023 | <100             | 10               | [ 統計 35 ] |

## 車站周邊
因位處山區，附近有許多懸崖。站前設有與久大本線並行的國道386號與筑後川（在此地區被通稱為三隈川），在筑後川對面岸設有國道210號通過。另外，此站西北方約300米處設有與日田彥山線並行的國道211號和大肥川。

## 其他
- 在1981年上映的電影《寅次郎的故事28 寅次郎纸帆船》中，曾經於此站取景[27]。

## 相鄰車站
九州旅客鐵道（JR九州）
■久大本線
■觀光特急「金八·一六」、特急「由布」、「由布院之森」
通過
■普通
筑後大石 — 夜明 — 光岡
■日田彥山線BRT（BRT彥星線）
祝原 — 夜明 — 北友田

### 附注
1. 1 2 3 4 5 6 7  在大分縣統計協會解散後，於網上公開資料[26]。

### 統計數據
1. ↑  大分県総務部統計課 『昭和41年版 大分県統計年鑑』 大分県統計協会、1966年3月。
2. ↑  大分縣總務部統計課 《平成3年版 大分縣統計年鑑》 大分縣統計協会，1991年12月31日。
3. ↑  大分縣總務部統計課 《平成4年版 大分縣統計年鑑》 大分縣統計協会，1992年12月31日。
4. ↑  大分縣總務部統計課 《平成5年版 大分縣統計年鑑》 大分縣統計協会，1994年3月31日。
5. ↑  大分縣總務部統計課 《平成6年版 大分縣統計年鑑》 大分縣統計協会，1995年3月31日。
6. ↑  大分縣總務部統計課 《平成7年版 大分縣統計年鑑》 大分縣統計協会，1996年3月31日。
7. ↑  大分縣總務部統計課 《平成8年版 大分縣統計年鑑》 大分縣統計協会，1997年3月31日。
8. ↑  大分縣總務部統計課 《平成9年版 大分縣統計年鑑》 大分縣統計協会，1998年3月31日。
9. ↑  大分縣總務部統計課 《平成10年版 大分縣統計年鑑》 大分縣統計協会，1999年3月31日。
10. ↑  大分縣總務部統計課 《平成11年版 大分縣統計年鑑》 大分縣統計協会，2000年3月31日。
11. ↑  大分縣總務部統計課 《平成12年版 大分縣統計年鑑》 大分縣統計協会，2001年3月31日。
12. ↑  大分縣總務部統計課 《平成13年版 大分縣統計年鑑》 大分縣統計協会，2002年3月31日。 - 11運輸および通信 - 132 鉄道各駅別運輸状況（JR九州・JR貨物） (網上版XLS （页面存档备份，存于）)
13. ↑  大分縣總務部統計課 《平成14年版 大分縣統計年鑑》 大分縣統計協会，2003年3月31日。 - 11運輸および通信 - 132 鉄道各駅別運輸状況（JR九州・JR貨物） (網上版XLS （页面存档备份，存于）)
14. ↑  大分縣總務部統計課 《平成15年版 大分縣統計年鑑》 大分縣統計協会，2004年3月31日。 - 11運輸および通信 - 132 鉄道各駅別運輸状況（JR九州・JR貨物） (網上版XLS （页面存档备份，存于）)
15. ↑  大分縣總務部統計課 《平成16年版 大分縣統計年鑑》 大分縣統計協会，2005年3月31日。 - 11運輸および通信 - 132 鉄道各駅別運輸状況（JR九州・JR貨物） (網上版XLS （页面存档备份，存于）)
16. ↑  大分縣總務部統計課 《平成17年版 大分縣統計年鑑》 大分縣統計協会，2006年3月31日。 - 11運輸および通信 - 132 鉄道各駅別運輸状況（JR九州・JR貨物） (網上版XLS （页面存档备份，存于）)
17. ↑  大分縣總務部統計課 《平成18年版 大分縣統計年鑑》 大分縣統計協会，2007年3月31日。 - 11運輸および通信 - 132 鉄道各駅別運輸状況（JR九州・JR貨物） (網上版XLS （页面存档备份，存于）)
18. ↑  大分縣總務部統計課 《平成19年版 大分縣統計年鑑》 大分縣統計協会，2007年3月31日。 - 11運輸および通信 - 130 鉄道各駅別運輸状況（JR九州・JR貨物） (網上版XLS （页面存档备份，存于）)
19. ↑  大分縣總務部統計課 《平成20年版 大分縣統計年鑑》 大分縣統計協會，2009年3月31日。 - 11運輸および通信 - 129 鉄道各駅別運輸状況（JR九州・JR貨物） (網上版XLS （页面存档备份，存于）)
20. ↑  大分縣總務部統計課 《平成21年版 大分縣統計年鑑》 大分縣統計協会，2010年3月31日。 - 11運輸および通信 - 129 鉄道各駅別運輸状況（JR九州・JR貨物） (網上版XLS （页面存档备份，存于）)
21. ↑  . 大分縣總務部統計課.   [2015-06-26]. （原始内容存档于2015-06-26）.
22. ↑  . 大分縣總務部統計課.   [2015-06-26]. （原始内容存档于2015-06-26）.
23. ↑  . 大分縣總務部統計課.   [2015-06-26]. （原始内容存档于2015-06-26）.
24. ↑  . 大分縣總務部統計課.   [2015-06-26]. （原始内容存档于2015-06-26）.
25. ↑  . 大分縣總務部統計課.   [2015-06-26]. （原始内容存档于2015年6月27日）.
26. ↑  . 大分縣總務部統計課.   [2019-05-20]. （原始内容存档于2016-09-27）.
27. ↑  . 大分縣總務部統計課.   [2019-05-20]. （原始内容存档于2017-08-03）.
28. ↑   (PDF). 日田市.   [2019-05-20]. （原始内容存档 (PDF)于2018-05-17）.
29. ↑   (PDF). 九州旅客鉄道.   [2019-05-20]. （原始内容 (PDF)存档于2018-07-17）.
30. ↑   (PDF). 九州旅客鉄道.   [2019-07-27]. （原始内容存档 (PDF)于2019-07-12）.
31. ↑   (PDF). 九州旅客鉄道.   [2020-12-26]. （原始内容存档 (PDF)于2020-11-24）.
32. ↑   (PDF). 九州旅客鉄道.   [2021-09-15]. （原始内容存档 (PDF)于2022-02-27）.
33. ↑   (PDF). 九州旅客鉄道.   [2022-08-26]. （原始内容 (PDF)存档于2022-08-26） （日语）.
34. ↑   (PDF).   [2024-12-30]. （原始内容存档 (PDF)于2023-09-06）.
35. ↑  駅別乗車人員上位300駅（2023年度） （页面存档备份，存于），JR九州。

## 外部連結
- JR九州夜明站 （页面存档备份，存于） （日語）
- 夜明駅 （页面存档备份，存于），日田彦山線活性化推進沿線自治体連絡会的介紹
- 名前に魅かれて降り立つ駅。日田・夜明駅で感動の夜明けを!，Oricon News 有關夜明站介紹，2018年12月12日。
- 夜明站前 坂本商店 （页面存档备份，存于）（日語）（簡易委託車站時代的委託者）